# Holcus azoricus
Holcus azoricus là một loài thực vật có hoa trong họ Hòa thảo. Loài này được M.Seq. & Castrov. mô tả khoa học đầu tiên năm 2007.